# Miranda (fotbalist)
João Miranda de Souza Filho (n. 7 septembrie 1984, Paranavaí, Brazilia), cunoscut ca João Miranda, sau simplu Miranda, este un fost fotbalist brazilian care a evoluat pe postul de fundaș central.
După ce și-a început cariera la Coritiba, Miranda și-a petrecut sezonul 2005-2006 la Sochaux în Franța, înainte de a se întoarce în Brazilia pentru a juca pentru São Paulo. A câștigat de trei ori consecutiv campionatul Brasileiro Série A și a fost desemnat în Echipa Anului de patru ori consecutiv, din 2007 până în 2010. În 2011, s-a alăturat lui Atlético Madrid, unde a câștigat trofee interne și europene, plecând la Inter Milano pentru 15 milioane de euro patru ani mai târziu. Pe 11 ianuarie 2023, Miranda și-a anunțat retragerea pe profilul său de Instagram la vârsta de 38 de ani.

## Palmares

### Club
Coritiba
- Campeonato Paranaense: 2004

São Paulo

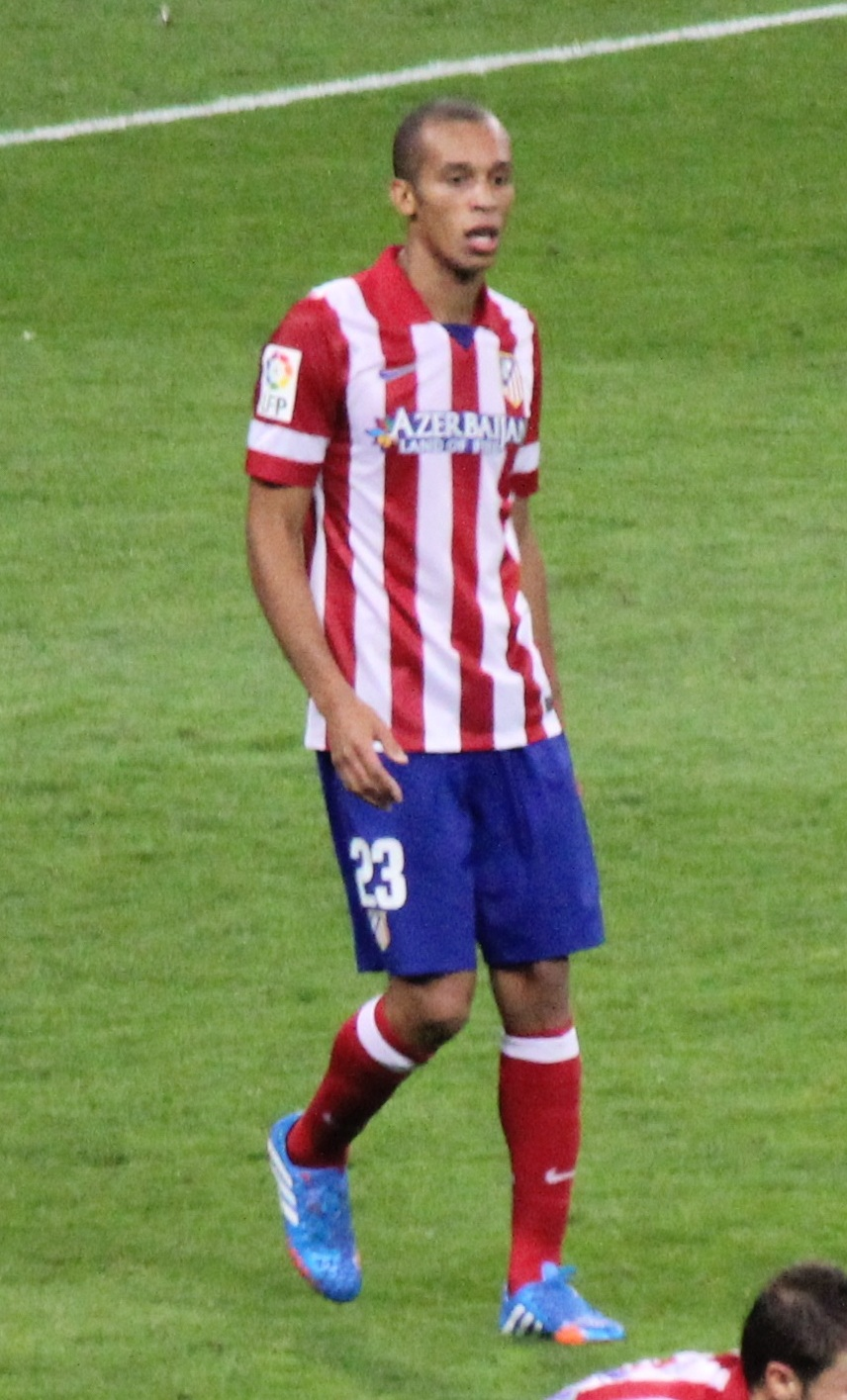
Miranda la Atlético Madrid

- Campeonato Brasileiro Série A: 2006, 2007, 2008

Atlético Madrid
- UEFA Europa League: 2011–12
- Supercupa Europei: 2012
- La Liga: 2013–14
- Copa del Rey: 2012–13
- Supercopa de España: 2014

### Națională
Brazilia
- Cupa Confederațiilor FIFA: 2009
- Superclásico de las Américas: 2014

### Individual
- Série A Team of the Year: 4

2007, 2008, 2009, 2010
- Bola de Prata: 2

2008, 2009

## Statistici carieră

### Club
La 22 octombrie 2017.
| Club            | Sezon         | Campionat     | Campionat | Campionat | Cupă    | Cupă   | Continental | Continental | Other   | Other  | Total   | Total  |
| Club            | Sezon         | Divizie       | Meciuri   | Goluri    | Meciuri | Goluri | Meciuri     | Goluri      | Meciuri | Goluri | Meciuri | Goluri |
| --------------- | ------------- | ------------- | --------- | --------- | ------- | ------ | ----------- | ----------- | ------- | ------ | ------- | ------ |
| Coritiba        | 2004          | Brasileiro    | 40        | 2         | —       | —      | —           | —           | —       | —      | 40      | 2      |
| Coritiba        | 2005          | Brasileiro    | 9         | 0         | —       | —      | —           | —           | —       | —      | 9       | 0      |
| Coritiba        | Total         | Total         | 49        | 2         | —       | —      | —           | —           | —       | —      | 49      | 2      |
| Sochaux         | 2005–06       | Ligue 1       | 20        | 0         | 0       | 0      | —           | —           | —       | —      | 20      | 0      |
| Sochaux         | Total         | Total         | 20        | 0         | 0       | 0      | —           | —           | —       | —      | 20      | 0      |
| São Paulo       | 2006          | Brasileiro    | 14        | 1         | —       | —      | —           | —           | —       | —      | 14      | 1      |
| São Paulo       | 2007          | Brasileiro    | 35        | 2         | —       | —      | —           | —           | —       | —      | 35      | 2      |
| São Paulo       | 2008          | Brasileiro    | 24        | 0         | —       | —      | 10          | 1           | —       | —      | 34      | 1      |
| São Paulo       | 2009          | Brasileiro    | 28        | 0         | —       | —      | 6           | 0           | —       | —      | 34      | 0      |
| São Paulo       | 2010          | Brasileiro    | 27        | 1         | —       | —      | 11          | 0           | —       | —      | 38      | 1      |
| São Paulo       | 2011          | Brasileiro    | —         | —         | 6       | 0      | —           | —           | 17      | 1      | 23      | 4      |
| São Paulo       | Total         | Total         | 128       | 4         | 6       | 0      | 27          | 1           | 17      | 1      | 178     | 6      |
| Atlético Madrid | 2011–12       | La Liga       | 27        | 1         | 2       | 0      | 15          | 1           | —       | —      | 44      | 2      |
| Atlético Madrid | 2012–13       | La Liga       | 35        | 2         | 7       | 1      | 3           | 0           | 1       | 1      | 45      | 4      |
| Atlético Madrid | 2013–14       | La Liga       | 32        | 2         | 5       | 0      | 13          | 2           | 2       | 0      | 52      | 4      |
| Atlético Madrid | 2014–15       | La Liga       | 23        | 3         | 3       | 0      | 8           | 0           | 2       | 0      | 36      | 3      |
| Atlético Madrid | Total         | Total         | 117       | 8         | 17      | 1      | 39          | 3           | 5       | 1      | 178     | 13     |
| Internazionale  | 2015–16       | Serie A       | 32        | 1         | 2       | 0      | —           | —           | —       | —      | 34      | 1      |
| Internazionale  | 2016–17       | Serie A       | 32        | 0         | 1       | 0      | 3           | 0           |         |        | 36      | 0      |
| Internazionale  | 2017–18       | Serie A       | 12        | 0         | 0       | 0      | —           | —           | —       | —      | 12      | 0      |
| Internazionale  | Total         | Total         | 76        | 1         | 3       | 0      | 3           | 0           | —       | —      | 82      | 1      |
| Total carieră   | Total carieră | Total carieră | 390       | 15        | 26      | 1      | 69          | 4           | 22      | 2      | 507     | 22     |

1. ↑  Including continental competitions, such as Copa Libertadores, Recopa Sudamericana UEFA Champions League and UEFA Europa League
2. ↑  Including other competitions, such as Supercopa de España